# Orde van de Ahilya Holkar Sultanat
De Orde van de Ahilya Holkar Sultanat ("Order of the Ahilya Holkar Sultanat") is een ridderorde van de Indiase vorstenstaat Indore, ook wel Holkar genoemd. De ridderorde werd rond 1920 ingesteld door Z.H. Maharajahiraja Raj Rajeshwar Sawai Shri Sir Tukoji Rao III Holkar XIII Bahadur Maharaja van Indore, de heerser van het vorstendom Indore.
Het kleinood is een vijfpuntige zilveren ster met een rond wit geëmailleerd centraal medaillon met een gouden zonneembleem. Boven de zon zijn een lans, een zwaard en een kroon afgebeeld. Daaromheen staat een krans. Boven het kleinood staat als verhoging een gouden kroon gelijkend op de Kroon van Engeland maar met drie robijnen op het diadeem en uiteraard zonder een kruis als bekroning.
De zilveren zevenpuntige op de linkerborst gedragen ster heeft een centraal medaillon met een rond wit geëmailleerd vlak waarop een gouden zonnembleem is geschilderd. Daaromheen staat op een rode ring het motto "PRAHONAYASHO LABHYA SHRI KARTAY PRARABHAT" (Sanskriet voor doe je best en vertrouw op de voorzienigheid). Om het medaillon is een ster met zeven zilveren en zeven gouden punten aangebracht. De zilveren stralen zijn recht maar de gouden stralen golven. Op de bovenste stralen van het kleinood staat een gouden kroon gelijkend op de Kroon van Engeland maar met drie robijnen op het diadeem en uiteraard zonder een kruis als bekroning als verhoging.
Een aantal sterren en medailles was min of meer met deze orde verbonden.
Het lint is donkerrood met een brede gele middenstreep die door smalle witte strepen wordt gescheiden van het donkerrood.
De onderscheiding werd niet aan Britten uitgereikt. De Britse bestuurders van de Raj mochten geen geschenken en zeker geen ridderorden aannemen van de quasi onafhankelijke Indiase vorsten. De vorsten stonden bekend om hun enorme rijkdom maar zij werden door de ambtenaren van de Britse onderkoning scherp in de gaten gehouden.De regering maakte bezwaar tegen het bestaan van ridderorden in de vorstenstaten maar zij zag het bestaan ervan door de vingers zo lang als er geen Britten in die ridderorden werden opgenomen. In een enkel geval heeft men gesanctioneerd dat een politieman een medaille van een Inlandse vorst ontving.
In 1947 werden de vorsten gedwongen om hun staten deel te laten uitmaken van de republiek India. In de "actie polo" greep het Indiase leger in opdracht van Nehru de macht in de zelfstandige rijken als Haiderapur en Patiala. De vorsten kregen een pensioen en zij bleven enige tijd een ceremoniële rol spelen. Hun ridderorden mochten niet worden gedragen in India maar voor zover het om gebruik binnen de familie en het hof ging werd het dragen van de orden van een maharaja door de vingers gezien.